# Европско првенство у кошарци 2013 — Група Ф
Група Ф у другом кругу Европског првенства у кошарци 2013. играла је своје утакмице између 12. и 16. септембра 2013. Све утакмице ове групе игране су у Арени Стожице, Љубљана, Словенија.
У групу Ф су се пласирале три првопласиране репрезентације из група Ц и Д у првом кругу, а то су репрезентације Словеније, Хрватске, Шпаније, Италије, Грчке и Финске. Четири првопласиране репрезентације су прошле у четвртфинале.

## 12. септембар

### Финска — Хрватска
| 12. септембар 14:30 | Извештај | Финска                                                | 63 : 88 | Хрватска                      | Арена Стожице, Љубљана Гледаоци: 4.320 Судије: Фернандо Роха (ПОР), Миливоје Јовчић (СРБ), Маријус Цијулин (РУМ) |  |
| 12. септембар 14:30 | Извештај | Четвртине: 11-17, 9-22, 18-24, 25-25                  |         |                               | Арена Стожице, Љубљана Гледаоци: 4.320 Судије: Фернандо Роха (ПОР), Миливоје Јовчић (СРБ), Маријус Цијулин (РУМ) |  |
| 12. септембар 14:30 | Извештај | Поени: Хаф 10 Скокови: Салин 6 Асистенције: Копонен 4 |         | Рудеж 17 Маркота 11 Дрејпер 4 | Арена Стожице, Љубљана Гледаоци: 4.320 Судије: Фернандо Роха (ПОР), Миливоје Јовчић (СРБ), Маријус Цијулин (РУМ) |  |

### Грчка — Шпанија
| 12. септембар 17:45 | Извештај | Грчка                                                                              | 79 : 75 | Шпанија                                   | Арена Стожице, Љубљана Гледаоци: 3.980 Судије: Илија Белошевић (СРБ), Борис Рижик (УКР), Адемир Зураповић (БИХ) |  |
| 12. септембар 17:45 | Извештај | Четвртине: 16-26, 25-12, 11-19, 27-18                                              |         |                                           | Арена Стожице, Љубљана Гледаоци: 3.980 Судије: Илија Белошевић (СРБ), Борис Рижик (УКР), Адемир Зураповић (БИХ) |  |
| 12. септембар 17:45 | Извештај | Поени: Спанулис 20 Скокови: Кајмакоглу, Принтезис 5 Асистенције: Зисис, Спанулис 3 |         | Фернандез, Гасол 20 Клавер 11 Фернандез 4 | Арена Стожице, Љубљана Гледаоци: 3.980 Судије: Илија Белошевић (СРБ), Борис Рижик (УКР), Адемир Зураповић (БИХ) |  |

### Словенија — Италија
| 12. септембар 21:00 | Извештај | Словенија                                                          | 84 : 77 | Италија                        | Арена Стожице, Љубљана Гледаоци: 13.000 Судије: Роберт Лотермосер (НЕМ), Олегс Латишевс (ЛЕТ), Емин Могулкоц (ТУР) |  |
| 12. септембар 21:00 | Извештај | Четвртине: 18-21, 27-18, 15-15, 24-23                              |         |                                | Арена Стожице, Љубљана Гледаоци: 13.000 Судије: Роберт Лотермосер (НЕМ), Олегс Латишевс (ЛЕТ), Емин Могулкоц (ТУР) |  |
| 12. септембар 21:00 | Извештај | Поени: Г. Драгић 22 Скокови: З. Драгић 11 Асистенције: Г. Драгић 6 |         | Ђентиле 20 Датоме 6 Белинели 4 | Арена Стожице, Љубљана Гледаоци: 13.000 Судије: Роберт Лотермосер (НЕМ), Олегс Латишевс (ЛЕТ), Емин Могулкоц (ТУР) |  |

## 14. септембар

### Хрватска — Италија
| 14. септембар 14:30 | Извештај | Хрватска                                                         | 76 : 68 | Италија                              | Арена Стожице, Љубљана Гледаоци: 7.340 Судије: Илија Белошевић (СРБ), Борис Рижик (УКР), Жозеф Бизанг (ФРА) |  |
| 14. септембар 14:30 | Извештај | Четвртине: 8-17, 23-19, 26-9, 19-23                              |         |                                      | Арена Стожице, Љубљана Гледаоци: 7.340 Судије: Илија Белошевић (СРБ), Борис Рижик (УКР), Жозеф Бизанг (ФРА) |  |
| 14. септембар 14:30 | Извештај | Поени: Богдановић 18 Скокови: Томић, Жорић 8 Асистенције: Укић 3 |         | Датоме 24 Датоме 7 Белинели, Динер 3 | Арена Стожице, Љубљана Гледаоци: 7.340 Судије: Илија Белошевић (СРБ), Борис Рижик (УКР), Жозеф Бизанг (ФРА) |  |

### Шпанија — Финска
| 14. септембар 17:45 | Извештај | Шпанија                                                             | 82 : 56 | Финска                    | Арена Стожице, Љубљана Гледаоци: 3.570 Судије: Олегс Латишевс (ЛЕТ), Миливоје Јовчић (СРБ), Рено Желе (БЕЛ) |  |
| 14. септембар 17:45 | Извештај | Четвртине: 18-15, 24-15, 15-14, 25-12                               |         |                           | Арена Стожице, Љубљана Гледаоци: 3.570 Судије: Олегс Латишевс (ЛЕТ), Миливоје Јовчић (СРБ), Рено Желе (БЕЛ) |  |
| 14. септембар 17:45 | Извештај | Поени: Калдерон 23 Скокови: Клавер, Гасол 7 Асистенције: Калдерон 5 |         | Копонен 17 Ли 6 Копонен 4 | Арена Стожице, Љубљана Гледаоци: 3.570 Судије: Олегс Латишевс (ЛЕТ), Миливоје Јовчић (СРБ), Рено Желе (БЕЛ) |  |

### Грчка — Словенија
| 14. септембар 21:00 | Извештај | Грчка                                                          | 65 : 73 | Словенија                        | Арена Стожице, Љубљана Гледаоци: 13.000 Судије: Роберт Лотермосер (НЕМ), Фернандо Роха (ПОР), Маријус Цијулин (РУМ) |  |
| 14. септембар 21:00 | Извештај | Четвртине: 13-26, 14-17, 19-19, 19-11                          |         |                                  | Арена Стожице, Љубљана Гледаоци: 13.000 Судије: Роберт Лотермосер (НЕМ), Фернандо Роха (ПОР), Маријус Цијулин (РУМ) |  |
| 14. септембар 21:00 | Извештај | Поени: Спанулис 21 Скокови: Спанулис 8 Асистенције: Спанулис 3 |         | Г. Драгић 28 Бегић 8 Г. Драгић 4 | Арена Стожице, Љубљана Гледаоци: 13.000 Судије: Роберт Лотермосер (НЕМ), Фернандо Роха (ПОР), Маријус Цијулин (РУМ) |  |

## 16. септембар

### Хрватска — Грчка
| 16. септембар 14:30 | Извештај | Хрватска                                                   | 92 : 88 | Грчка                        | Арена Стожице, Љубљана Гледаоци: 3.009 Судије: Олегс Латишевс (ЛЕТ), Миливоје Јовчић (СРБ), Борис Рижик (УКР) |  |
| 16. септембар 14:30 | Извештај | Четвртине: 16-17, 20-17, 15-16, 19-20, 7-7, 15-11          |         |                              | Арена Стожице, Љубљана Гледаоци: 3.009 Судије: Олегс Латишевс (ЛЕТ), Миливоје Јовчић (СРБ), Борис Рижик (УКР) |  |
| 16. септембар 14:30 | Извештај | Поени: Богдановић 22 Скокови: Томић 12 Асистенције: Укић 5 |         | Бурусис 21 Бурусис 9 Зисис 5 | Арена Стожице, Љубљана Гледаоци: 3.009 Судије: Олегс Латишевс (ЛЕТ), Миливоје Јовчић (СРБ), Борис Рижик (УКР) |  |

### Италија — Шпанија
| 16. септембар 17:45 | Извештај | Италија                                                    | 86 : 81 | Шпанија                      | Арена Стожице, Љубљана Гледаоци: 4.310 Судије: Роберт Лотермосер (НЕМ), Фернандо Роха (ПОР), Емин Могулкоц (ТУР) |  |
| 16. септембар 17:45 | Извештај | Четвртине: 24-12, 13-25, 8-19, 25-14, 16-11                |         |                              | Арена Стожице, Љубљана Гледаоци: 4.310 Судије: Роберт Лотермосер (НЕМ), Фернандо Роха (ПОР), Емин Могулкоц (ТУР) |  |
| 16. септембар 17:45 | Извештај | Поени: Ђентиле 25 Скокови: Кусин 11 Асистенције: Арадори 3 |         | Гасол 32 Гасол 10 Родригез 6 | Арена Стожице, Љубљана Гледаоци: 4.310 Судије: Роберт Лотермосер (НЕМ), Фернандо Роха (ПОР), Емин Могулкоц (ТУР) |  |

### Финска — Словенија
| 16. септембар 21:00 | Извештај | Финска                                            | 92 : 76 | Словенија                            | Арена Стожице, Љубљана Гледаоци: 4.310 Судије: Илија Белошевић (СРБ), Маријус Цијулин (РУМ), Крис Додс (ШКО) |  |
| 16. септембар 21:00 | Извештај | Четвртине: 22-26, 20-16, 29-14, 21-20             |         |                                      | Арена Стожице, Љубљана Гледаоци: 4.310 Судије: Илија Белошевић (СРБ), Маријус Цијулин (РУМ), Крис Додс (ШКО) |  |
| 16. септембар 21:00 | Извештај | Поени: Ли 17 Скокови: Ли 6 Асистенције: Копонен 6 |         | Нахбар 15 Видмар 6 Лакович, Блажич 4 | Арена Стожице, Љубљана Гледаоци: 4.310 Судије: Илија Белошевић (СРБ), Маријус Цијулин (РУМ), Крис Додс (ШКО) |  |

## Табела
| Табела групе Ф | ОУ | П | ПО | КД  | КП  | КР  | Бод |
| -------------- | -- | - | -- | --- | --- | --- | --- |
| Хрватска       | 5  | 4 | 1  | 372 | 361 | +11 | 9   |
| Словенија      | 5  | 3 | 2  | 385 | 379 | +6  | 8   |
| Италија        | 5  | 3 | 2  | 374 | 357 | +17 | 8   |
| Шпанија        | 5  | 2 | 3  | 375 | 339 | +36 | 7   |
| Финска         | 5  | 2 | 3  | 341 | 385 | -44 | 7   |
| Грчка          | 5  | 1 | 4  | 381 | 407 | -26 | 6   |